# Bowling Green Bay National Park
Le Bowling Green Bay National Park est un parc national de la ville de Townsville dans le comté de Burdekin au Queensland en Australie. 
Il s'agit d'un site inscrit à la convention de Ramsar. Le parc protège un large éventail d'habitats, notamment le paysage accidenté et boisé entourant Mount Elliot et le mont Saddle, ainsi que les estuaires côtiers entre le cap Cleveland et le cap Bowling Green,.

## Description
Le mont Elliot s'élève à 1 342 m et possède de nombreux ruisseaux sur ses pentes orientales, dont Alligator Creek, le plus important. Le ruisseau est un endroit populaire pour nager et observer les oiseaux boire l'eau du ruisseau ou se nourrir de la végétation riveraine.
Le parc intègre les plaines inondables de la rivière Haughton. Il s'agit de l'une des plus grandes zones humides de la côte est de l'Australie. La zone humide est apparue lorsque les cours d'eau côtiers ont déposé des matériaux dans les eaux calmes de Bowling Green Bay. Il est composé de vasières, de marécages, de collines isolées, de forêts de mangroves et de plaines intertidales. Derrière les zones où poussent les mangroves se trouvent des salines nues. Ces vastes étendues sont une caractéristique unique des zones humides du nord du Queensland, produites par des précipitations relativement faibles et une courte saison des pluies qui n'emporte jamais le sel.

## Faune
Le brolga et la canaroie semipalmée trouvent leur habitat dans les marécages à carex de Bowling Green Bay. Le parc est l'un des meilleurs endroits pour observer la cisticole des joncs. D'autres espèces d'oiseaux comprennent le canard siffleur, le canard noir, la spatule, l'ibis et le jabiru. Les crocodiles se trouvent dans les zones estuariennes et marécageuses.